# Psychanalyse en Allemagne
La psychanalyse en Allemagne a constitué l’une des plus fortes implantations de la psychanalyse en Europe jusqu'au début des années 1930.
Sous le national-socialisme et avec l'application des lois de Nuremberg, de nombreux psychanalystes juifs allemands émigrèrent aux États-Unis, tandis qu'un certain nombre périt dans les camps d'extermination.
L'ancienne Association psychanalytique de Berlin (Berliner Psychoanalytische Vereinigung / BPV) créée en 1910 par Karl Abraham en étroite relation avec Freud à Vienne, et renommée la Société allemande de psychanalyse (Deutsche Psychoanalytische Gesellschaft / DPG) en 1926, connait de graves dissensions en son sein au sortir de la guerre. En 1950, l'Association psychanalytique allemande (Deutsche Psychoanalytische Vereinigung / DPV) nouvellement créée se sépara de la Société allemande de psychanalyse. 
À partir de 1947, Francfort devient un foyer de renouveau pour la psychanalyse en Allemagne avec la recréation de l'Institut psychanalytique de Francfort et l'« Institut Sigmund Freud », pour la recherche en psychanalyse.

## Le développement de la psychanalyse en Allemagne
Si la psychanalyse en Allemagne rencontre au début du XXe siècle de fortes oppositions, elle devient rapidement un centre important de diffusion de la psychanalyse, jusqu'à l'arrivée des nazis au pouvoir en 1933.

### Oppositions au tournant duXXesiècle
Bien que Freud reprît une partie de sa nosologie, le psychiatre Emil Kraepelin, ainsi que ses confrères, lui reprochaient d'avoir un style littéraire et rejetaient sa métapsychologie, même si ce sont des psychiatres qui s'intéressèrent les premiers aux théories freudiennes, pour ensuite s'en détourner. La psychologie allemande, dont le modèle était les sciences biologiques, et les philosophes contemporains de Freud, tels Husserl et Jaspers, s'y opposèrent également.

### 1907: l'essor
À cette date, la Société psychologique du mercredi  (Psychologische Mittwoch-Gesellschaft) créée en 1902 devient la Société psychanalytique viennoise (Wiener Psychoanalytische Vereinigung) et le cercle viennois s'internationalise en s'ouvrant à l'Allemagne, la Hongrie, la Grande-Bretagne et les États-Unis. Carl Gustav Jung, assistant de Bleuler au Burghölzli de Zurich, rend visite à Freud en mars 1907. 
En Allemagne, l'arrivée de la psychanalyse se fit par l’intermédiaire de Max Eitingon et surtout Karl Abraham qui fonda en 1910 la Berliner Psychoanalytische Vereinigung (BPV), « l'Association psychanalytique de Berlin »,, issue du groupe de travail de Berlin formé par Abraham en 1908.
En 1910, eut lieu également le congrès de Nuremberg où fut créée l’Association psychanalytique internationale. Trois sociétés psychanalytiques nationales, dont celle de Berlin, furent reconnues. En 1911, le congrès de Weimar réunit cent seize participants.
Au congrès de Nuremberg en 1910, Freud avait favorisé l'élection de Jung comme premier président de l'association internationale. Mais à partir de 1912, les divergences s'aggravent entre Jung et Freud, et la rupture est officielle en 1913. Elle vient après d'autres ruptures, avec Alfred Adler en 1911 et Wilhelm Stekel en 1912, conduisant Freud à créer un « comité secret », Freud se repliant sur « un “noyau dur” et personnel. Ce sont désormais les Berlinois, Karl Abraham et Max Eitington, soutenus par Ernest Jones, qui incarnent la ligne freudienne du mouvement ».

### 1918: Berlin capitale de la psychanalyse

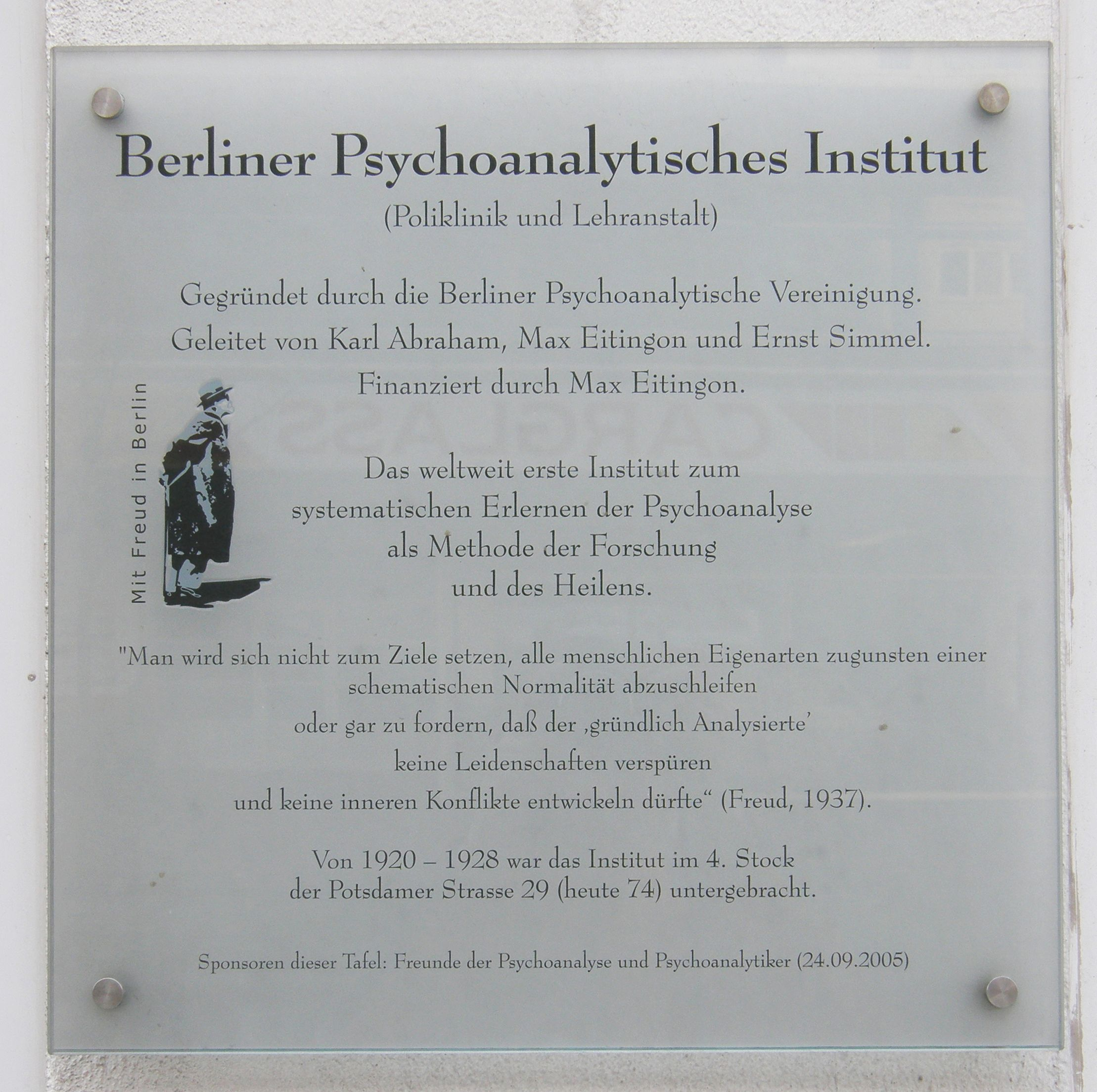
Plaque commémorative pour l'Institut psychanalytique de Berlin

Vienne perd de son importance lors de la chute de l’empire austro-hongrois, tandis qu'à Budapest, le manque de perspectives pour les psychanalystes et l'antisémitisme sont préoccupants dès l'instauration du régime autoritaire d'Horthy. Ces conditions incitent nombre d’analystes à rejoindre Berlin qui devient un des principaux centres du mouvement psychanalytique international.
À Karl Abraham et Max Eitingon, se joignent Ernst Simmel et Hanns Sachs, et en 1926, après la mort d'Abraham, l'Association psychanalytique de Berlin prend l'intitulé de Société allemande de psychanalyse, société membre à part entière de l’Association internationale de psychanalyse. L'Institut psychanalytique de Berlin, avec la policlinique psychanalytique et le dispositif de formation qui y est observé, sert de modèle aux autres associations membres de l'association psychanalytique internationale.

### 1929, création de l'Institut de Francfort

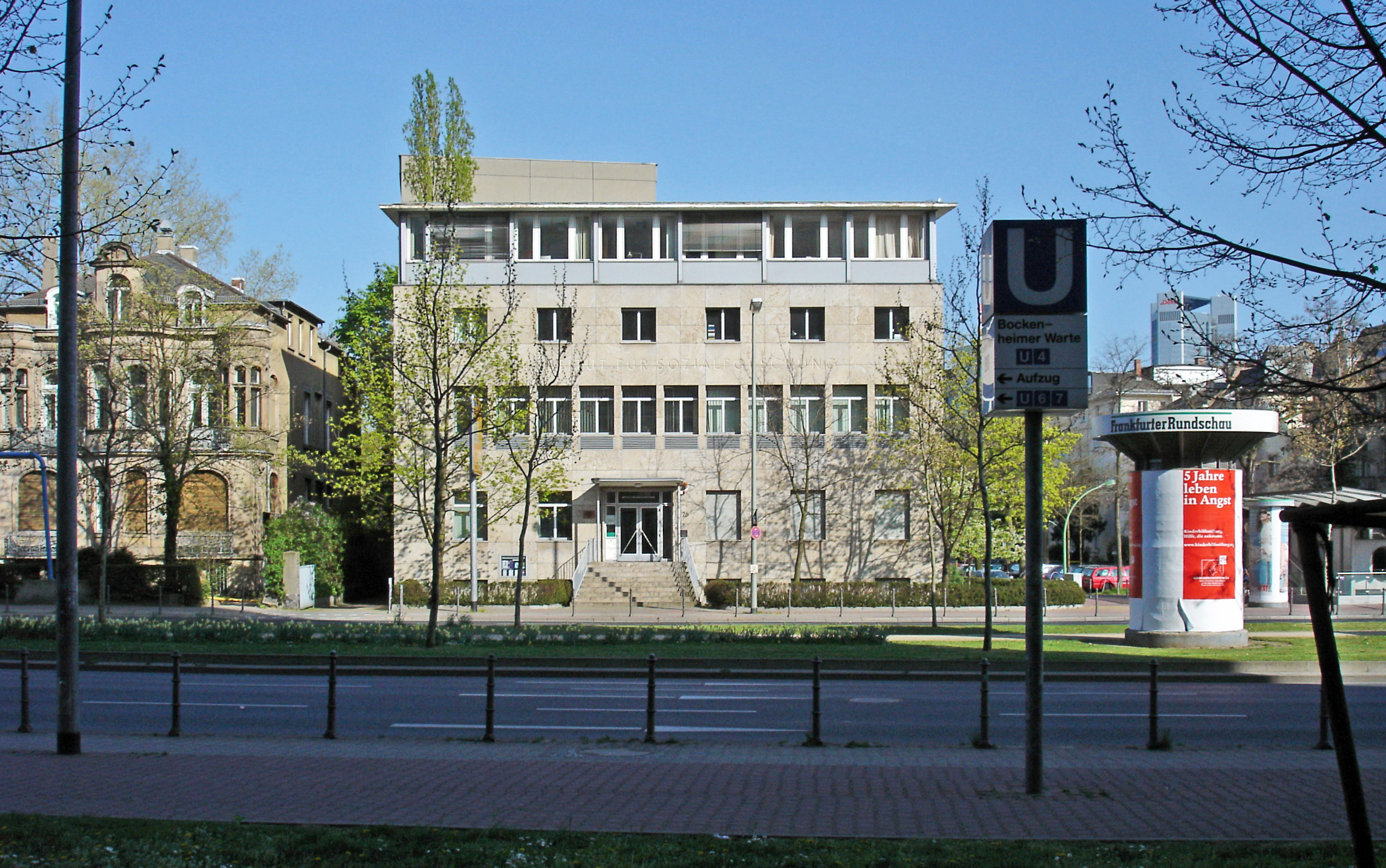
L'Institut psychanalytique de Francfort collabore et partage ses locaux avec l'Institut de recherche sociale

Si Berlin est le lieu d’un conservatisme sur le plan politique et théorique, Francfort devient un lieu de réflexion intellectuelle où naît un courant de « gauche freudienne » sous l’influence d'Otto Fenichel et de l'Institut psychanalytique de Francfort est créé en 1929 par Karl Landauer et Heinrich Meng (de). L'Institut psychanalytique de Francfort collabore et partage ses locaux avec l'Institut de recherche sociale, où travaillent Erich Fromm, Herbert Marcuse, Theodor Adorno, Max Horkheimer, les fondateurs de l’Ecole de Francfort. En effet, l'institut de Francfort d'alors ne formait pas de psychanalystes, mais était intégré au monde universitaire et constituait un lieu de débats théoriques.
Après les tensions entre les différents groupes psychanalytiques de l'entre-deux guerres, « c'est la ligne politique du mouvement psychanalytique qui devient l'enjeu principal des controverses » à partir des années 1930: si bien que « la gauche freudienne, à l'origine de l'orientation dite “freudo-marxiste” » où dominaient Otto Fenichel, Erich Fromm et Wilhelm Reich, « fut sévèrement critiquée, puis exclue du mouvement ».
Pour le germaniste et philosophe Gérard Raulet, Malaise dans la civilisation  (1930) est un ouvrage où Freud s'intéresse de façon plus marquée à un « inconscient social » dépendant du « surmoi culturel », et même s'il n'y a pas au bout du compte pour Freud de « remède collectif » et que la psychanalyse reste « une thérapeutique individuelle », Gérard Raulet considère qu'« en dépit de ces réserves, la psychanalyse opère très tôt en Europe son tournant vers la critique de la société ». C'est un tel tournant vers la critique sociale qui donnerait lieu à la création en 1929 de l'Institut de Francfort, dirigé par Landauer et Meng.

### 1933: l'épuration nazie

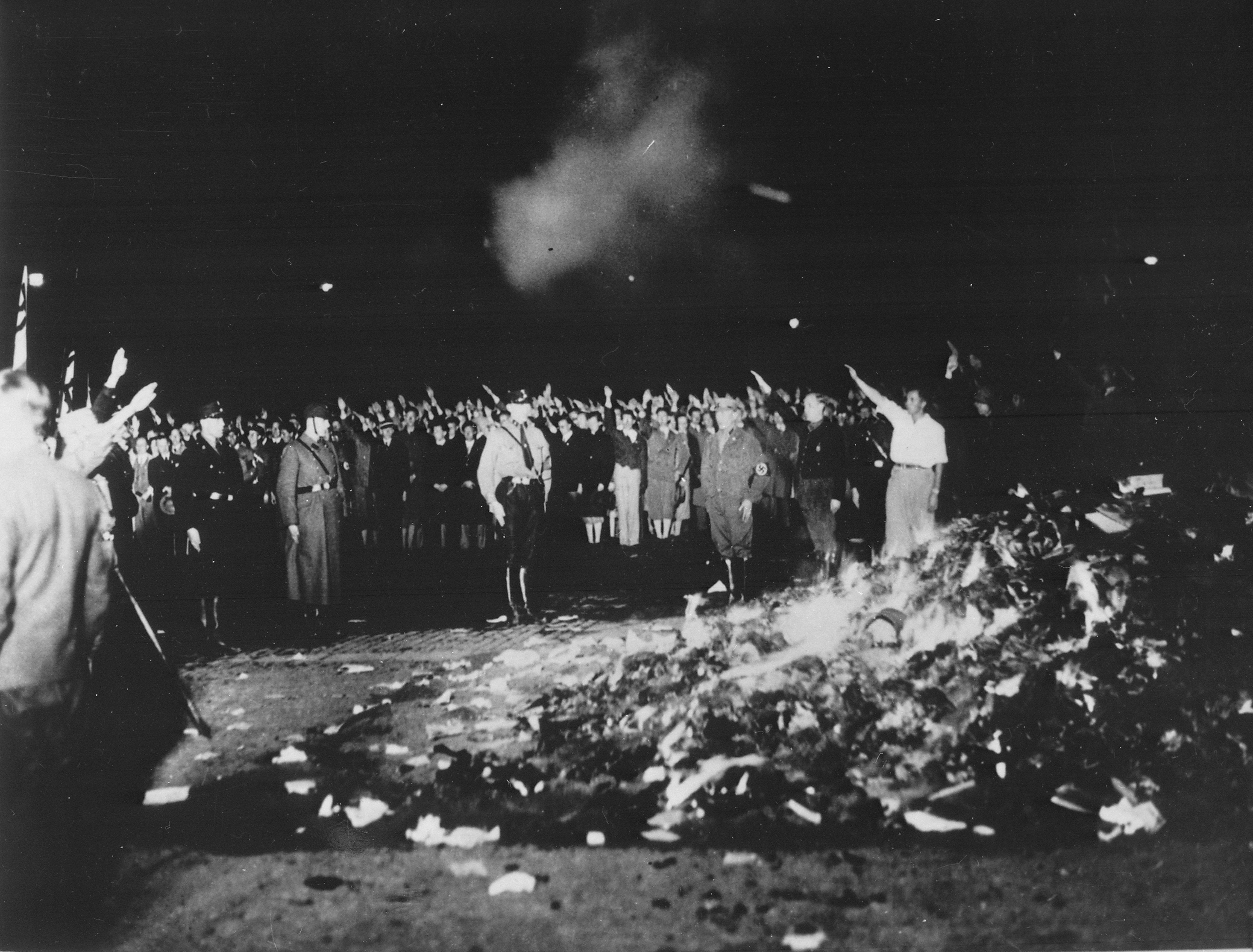
Autodafé du 10 mai 1933, Opernplatz à Berlin: Freud figure parmi les 94 auteurs, dont les livres furent brûlés

Avec l'arrivée d'Hitler au pouvoir, sous la houlette de Matthias Heinrich Göring et en collaboration avec plusieurs psychanalystes (freudiens orthodoxes et surtout adlériens) tels Felix Boehm, Harald Schultz-Hencke ou Werner Kemper, se mit en place une politique d’aryanisation de la psychanalyse : elle fut qualifiée de « science juive » et vidée de sa substance par la transformation du vocabulaire (notamment, la référence à la psychanalyse était proscrite) ; les psychanalystes juifs furent exclus alors qu'ils constituaient la grande majorité des 90 membres de la DPG, et leur exil — entamé par certains dès le début des années 1930 — vers les États-Unis pour la plupart, s'accéléra. Ceux qui n'y étaient pas parvenus furent assassinés par les nazis, tels John Rittmeister, August Watermann, Karl Landauer ou Salomea Kempner (de). Un nouvel institut se créa, connu sous le nom d’Institut Göring (qui fut un temps présidé par Jung). Au sein de ce nouvel « Institut allemand », exercèrent une vingtaine de freudiens. La psychiatrie connut la même politique d'aryanisation tandis que les malades mentaux étaient euthanasiés (au sein du programme Aktion T4).

## Situation de l’après-guerre
Si la psychanalyse en Allemagne parvient à se reconstruire après-guerre, elle ne peut y retrouver l'importance passée. 

### Des collaborateurs à la reconstruction
Après la défaite de l'Allemagne nazie et la disparition de l'institut Göring, la mort de Freud et la disparition de l'institut de Berlin, Ernst Jones, alors président de l'Association psychanalytique internationale, soutenu par John Rickman, aida les anciens collaborationnistes à réintégrer l'Association psychanalytique internationale : Carl Müller-Braunschweig et Felix Boehm eurent pour mission de reconstruire l'ancienne Société allemande de psychanalyse ; Werner Kemper de développer la psychanalyse au Brésil. La Société allemande de psychanalyse resta cependant exclue de l'association internationale, ce qui poussa Carl Müller-Braunschweig à créer en 1950 l'Association psychanalytique allemande (DPV) (admise elle à l'association internationale) tandis que Harald Schultz-Hencke créait la néopsychanalyse.

### Francfort: le renouveau

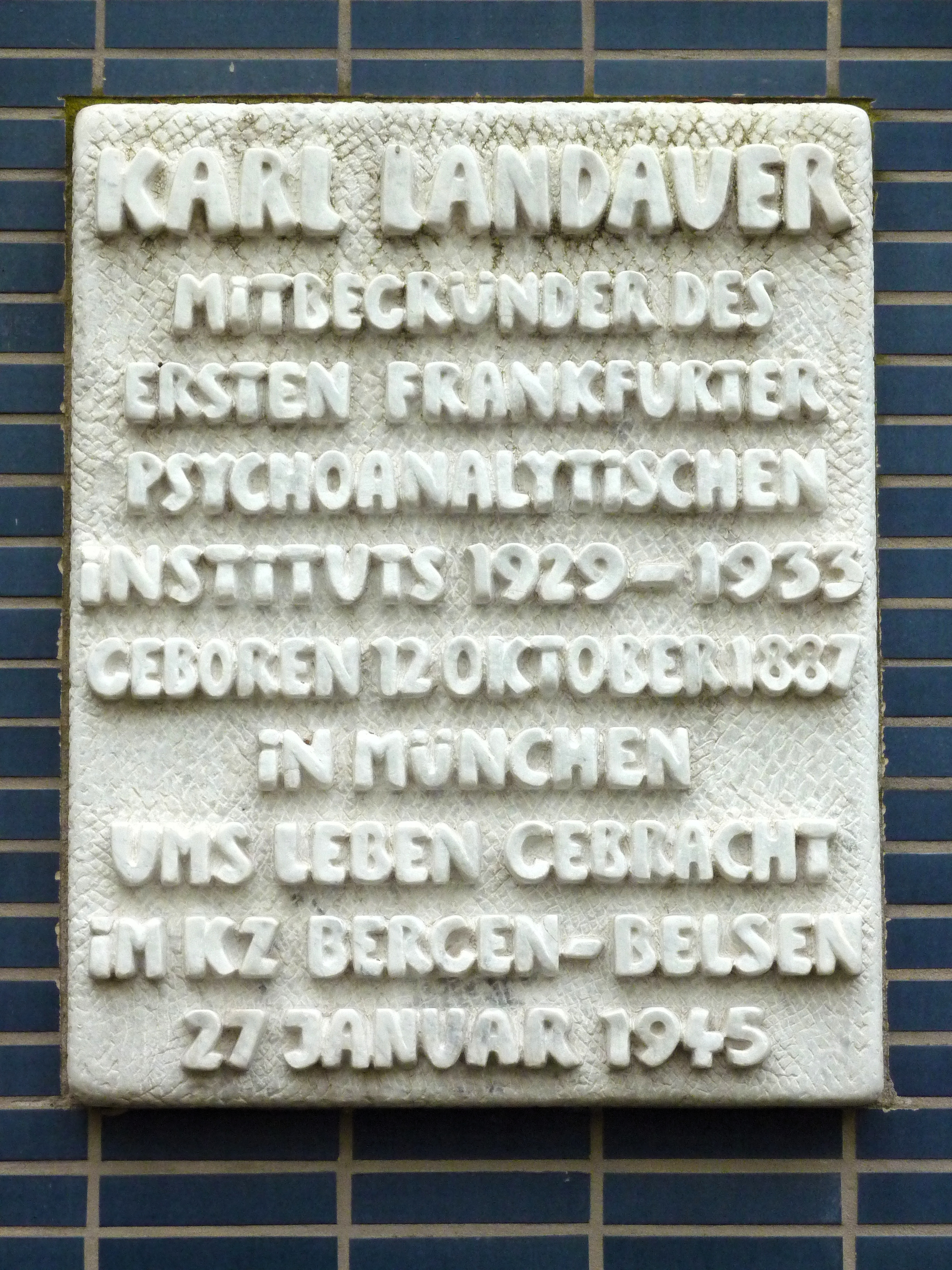
Plaque commémorative pour Karl Landauer, « Institut Sigmund Freud » à Francfort

À partir de 1947, ce fut Alexander Mitscherlich, fondateur de la revue Psyche et de l' « Institut Sigmund Freud » à Francfort, qui poussa les psychanalystes allemands à se pencher sur les années sombres du nazisme. Il fut aidé en cela par la renaissance de l’École de Francfort sous l'égide d'Adorno et Horkheimer, ce qui permit la production de travaux érudits, tels ceux de Ilse Grubrich-Simitis (de), spécialiste des manuscrits de Freud.
Tandis que la psychanalyse était interdite par le régime communiste d'Allemagne de l'Est, en lien avec sa condamnation comme « science bourgeoise » par Jdanov, elle renaissait en Allemagne de l'Ouest.
Alors qu'Herbert Marcuse, dans sa postface à Éros et civilisation (1955), renvoie « dos à dos “l'aile gauche” (Reich) et “l'aile droite” des héritiers de Freud » et développe l'idée d'une « nouvelle société ». L'école psychanalytique allemande cherche sa propre voie : c'est ainsi qu'Alexander Mitscherlich s'intéresse à la médecine psychosomatique, et qu'une clinique psychosomatique rattachée à l'université ouvre en 1956. Avec la création de l'Institut Sigmund Freud, vont émerger des penseurs de la psychanalyse comme critique sociale, notamment  avec Alfred Lorenzer, très critique à l'égard de l'ego-psychology, mais intéressé par la pensée de Jacques Lacan. 1967 est une date-clé : Mitscherlich devient professeur de psychanalyse et de psychologie sociale de l'université Goethe de Francfort. La même année, de nouvelles lois incluent les affections psychiques dans les risques couverts par les caisses d'assurance-maladie.

### De 1970 à nos jours
L'Association psychanalytique allemande est forte d'une douzaine d'instituts de formation présents dans les principales villes allemandes et 800 membres, mais se trouve aussi sous l'effet conjugué du développement de nombreuses psychothérapies et de l’intervention de l’État, par l’intermédiaire des caisses d'assurance-maladie,,.
Pendant qu'en France le lacanisme se développait, en Allemagne il ne dépassait pas le monde universitaire et le champ philosophique, ainsi que quelques groupes marginaux de psychanalystes. En 1993, cependant, se créa l’Assoziation für die Freudsche Psychoanalyse (« Association pour la psychanalyse freudienne ») qui réunit les lacaniens germanophones d'Allemagne, de Suisse et d'Autriche,.
Selon Klaus Rath, les psychanalystes allemands seraient au nombre de 5 000 en 2001, 1 000 sont affiliés à l'association internationale, une centaine sont lacaniens.
La Société allemande de psychanalyse est réintégrée à l'Association psychanalytique internationale en 2001.